# Gret Hefti
Gret Hefti (1945) è un'ex sciatrice alpina svizzera.

## Biografia
Sciatrice polivalente, Gret Hefti conquistò i primi risultati in carriera ai Campionati svizzeri 1967, quando vinse la medaglia d'argento nella discesa libera, e debuttò in campo internazionale in occasione del Critérium de la première neige 1968 (Val-d'Isère, 11-15 dicembre), dove non completò lo slalom speciale; in quella stessa stagione 1968-1969 debuttò anche in Coppa del Mondo, il 23 gennaio a Saint-Gervais-les-Bains in slalom speciale, senza completare quella che sarebbe rimasta l'ultima gara  della sua carriera agonistica. Non prese parte a rassegne olimpiche o iridate.

## Palmarès

### Campionati svizzeri
- 1 medaglia:
  - 1 argento (discesa libera[1] nel 1967)